# Северозападна фолклорна област
Северозападната фолклорна област е фолклорна област в България, разположена на изток от река Тимок, на запад от река Вит, на север от Стара планина и на юг от река Дунав. Границите ѝ са очертани от българския фолклорист Васил Стоин в неговия първи и най-голям сборник „От Тимок до Вита“.
В територията на фолклорната област влизат Врачанска, Монтанска и Видинска области, както и части от Плевенска и Софийска област. По-големите градове са Видин, Белоградчик, Кула, Монтана, Лом, Берковица, Чипровци, Враца, Козлодуй, Бяла Слатина, Мездра, Оряхово, Червен бряг, Кнежа, Ботевград, Своге.
Историческото развитие, природните дадености, съседството със Сърбия и Румъния, както и с река Дунав (като естествена икономическа и културна връзка със Средна и Източна Европа) допринасят за обособяването на фолклор, отличаващ се от фолклора на другите области в България. Най-напред в тази област се появяват струнните лъкови, медните и дървените духови инструменти.
В миналото населението се е занимавало предимно с животновъдство и растениевъдство, благоприятствано от релефа и климата.

## Народна музика
Сред най-известните изпълнители на народни песни от Северозападна България са Маша Белмустакова, Иванка Георгиева, Иван Пановски, Кайчо Каменов, Даниел Спасов, Надка Пановска, Любен Захариев, Райна Чуканова.
Местния фолклор представя и ансамбъл „Дунав“, Видин с главен диригент Генчо Генчев.

## Народни носии
- Народни носии от Северозападната фолклорна област
- Женска носия от Берковица
- Женска носия от втората половина на 19 век, Берковица
- Женска носия от 1910 година, Берковица
- Мъжка носия от началото на 20 век от Берковица
- Женска носия от с. Челопек
- Женска носия от Челопек